# Konstanty Plisowski
Konstanty Plisowski, poljski general, * 1890, † 1940.